# Rjúpnafell (kulle i Island, Suðurland, lat 64,37, long -20,44)
Rjúpnafell är en kulle i republiken Island. Den ligger i regionen Suðurland, 70 km öster om huvudstaden Reykjavík. Toppen på Rjúpnafell är 468 meter över havet.
Trakten runt Rjúpnafell är nära nog obefolkad, med mindre än två invånare per kvadratkilometer. Trakten runt Rjúpnafell består i huvudsak av gräsmarker.